# لودوویکو دورازیو
لودوویکو دورازیو (انگلیسی: Ludovico D'Orazio؛ زادهٔ ۱۹ فوریهٔ ۲۰۰۰) بازیکن فوتبال است.
وی همچنین در تیم‌های ملی فوتبال زیر ۱۵ سال ایتالیا و زیر ۱۶ سال ایتالیا بازی کرده‌است.